# Tian Qing
Tian Qing (født 19. august 1986) er en kinesisk badmintonspiller, der har specialiseret sig i double. Hun deltog i sommer-OL 2012 i London, hvor hun tog guld i kvindernes double.